# 茴香属
茴香属是伞形科植物下的一个属。分布於欧洲、美洲及亚洲西部。茴香属下有四个种。其特征为有强烈香味，茎呈灰绿色，光滑。有花，呈复伞形花序。:211